# Varanus indicus
Espèce
Synonymes
- Tupinambis indicus Daudin, 1802
- Monitor kalabeck Lesson, 1830
- Monitor douarrha Lesson, 1830
- Monitor chlorostigma Gray, 1831
- Monitor indicus (Daudin, 1802)
- Varanus indicus rouxi Mertens, 1926
- Varanus tsuklamotoi Kishida, 1929

Statut de conservation UICN

 LC  : Préoccupation mineure
Statut CITES
Le Varan du Pacifique, Varanus indicus, est une espèce de sauriens de la famille des Varanidae.

## Répartition
Cette espèce se rencontre :
- en Australie dans le Territoire du Nord et au Queensland ;
- en Indonésie au Sulawesi, dans les Moluques, dans les îles Talaud, dans les îles Aru et au Timor  ;
- en Nouvelle-Guinée ;
- aux Salomon ;
- dans l'archipel Bismarck en Papouasie-Nouvelle-Guinée ;

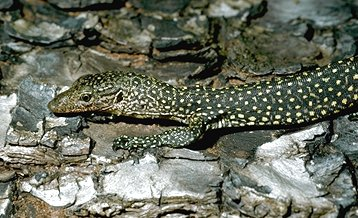

- dans les îles Marshall ;
- dans les îles Mariannes ;
- dans les îles Carolines.

## Publications originales
- Daudin, 1802 : Histoire Naturelle, Générale et Particulière des Reptiles; ouvrage faisant suit à l'Histoire naturelle générale et particulière, composée par Leclerc de Buffon; et rédigee par C.S. Sonnini, membre de plusieurs sociétés savantes, vol. 3, F. Dufart, Paris, p. 1-452 (texte intégral).